# Ålberga bruk

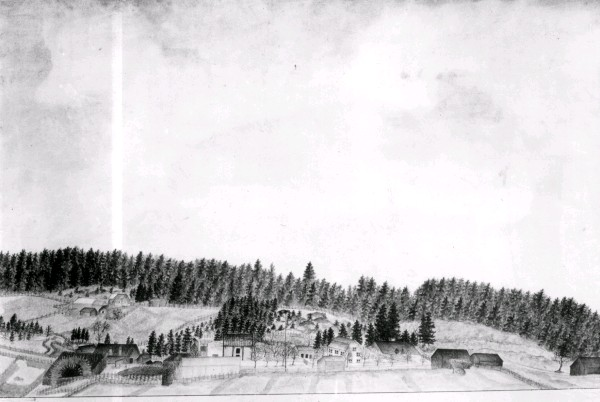
Ålberga bruk 1834.

Ålberga bruk var ett järnbruk och en hammarsmedja i Ålberga, Kila socken, cirka tre mil väster om Nyköping.
Fallen i Ålbergaån har använts som kraftkälla sedan medeltiden. Vid det nedre fallet fanns enligt Jordeboken 1551–1568 en skvaltkvarn och sedan dess till nutid har fallet använts för malning av spannmål. 
Den 6 mars 1640 utfärdade bergskollegium privilegium för bröderna de Besche att uppbygga en hammarsmedja i Ålberga ström på gårdarna Ålberga, Hammarby och Virby marker i Kila socken och en masugn vid Tybble by i Lunda socken. 
Den 22 november 1650 fick de privilegium att uppföra ett så kallat snidverk, för beredning av ämnesjärn till spiksmide, samt ett tråddrageri. Senare utökades bruket med två nya stångjärnshammare på gården Hammarbys mark, 200 respektive 250 meter söder om Bysjön. Stångjärnshamrarna lades ner i början av 1800-talet, medan spiksmedjorna var i gång till 1870-talet. 
Tackjärnet kom från Nora bergslag, samt överjärn från Nävekvarns styckebruk.
Under 1850-talet då bruket gick dåligt uppfördes Ålberga gård på Hammarbys mark.
På den äldsta stångjärnshammarens plats ligger idag (2021) ett kraftverk.

## Bilder

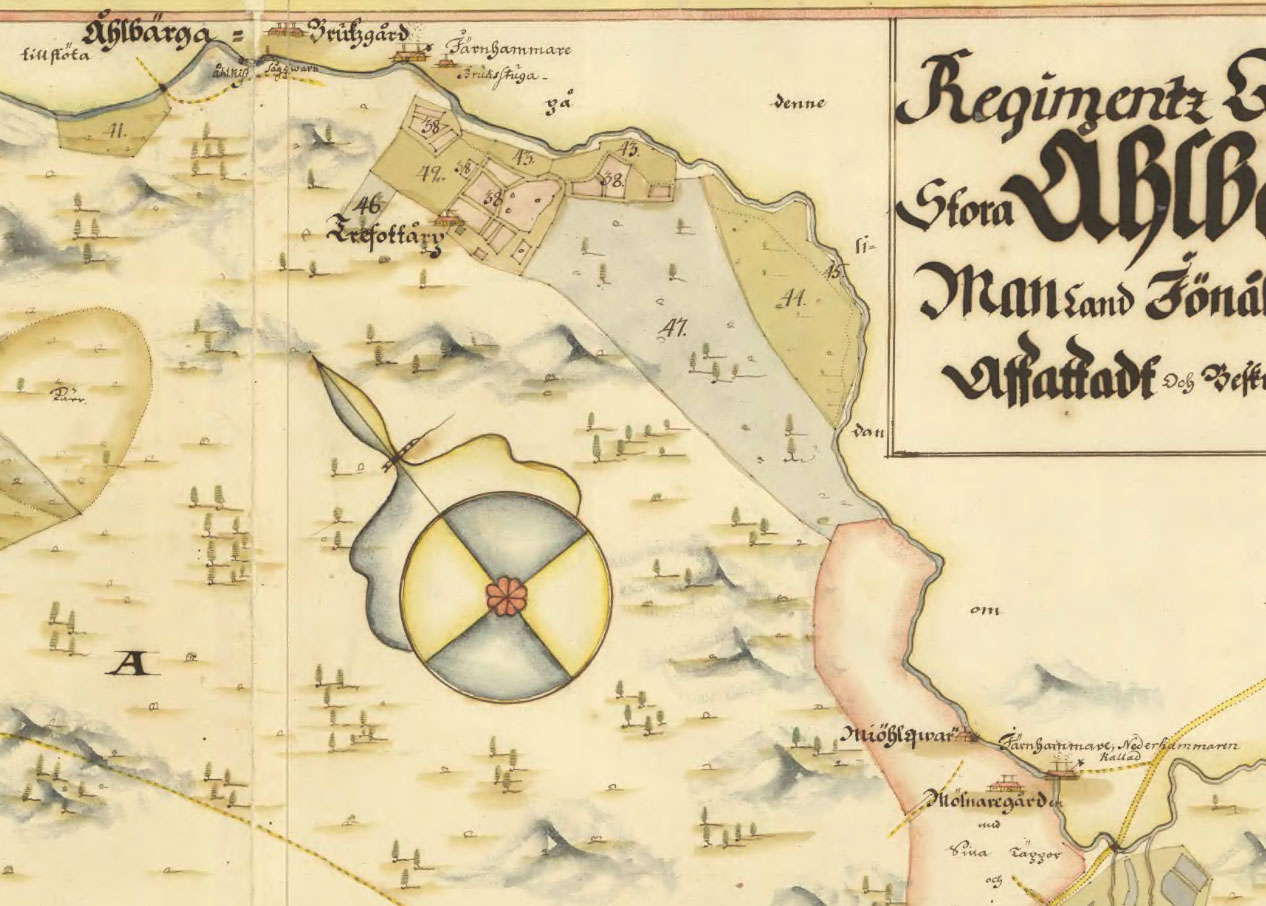
Detalj av karta från 1730.
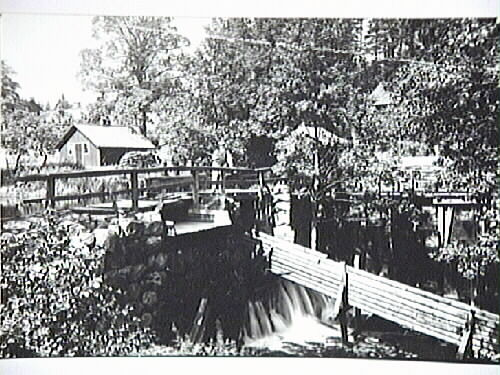
Ålberga ström eller Viråns fall.